# Zemplínska šírava
Zemplínska šírava est un lac de barrage situé au nord est de la ville de Michalovce en Slovaquie. Il est une base pour le tourisme et est également utilisé et comme réserve d'eau pour la centrale thermique de Vojany.